# 阿布·卡利賈爾
阿布·卡利賈爾（波斯語：ابوکالیجار مرزبان，？—1048年10月），為白益王朝的蘇丹，他於1024年繼承地位統治今伊朗一地，1033年起整軍想併吞鄰國伊拉克，連年征戰後，終於於1044年被承認為伊拉克蘇丹，而他對該兩地統治直至他1048年去世為止。